# Links2
Links2 je minimalistický internetový prohlížeč, který pochází z českého prostředí. Je dostupný pro Windows, GNU/Linux, BSD i jiné operační systémy.
Nepodporuje CSS, animované obrázky ani applety, podporuje běžné formátování textu, JavaScript, gamma korekci, antialiasing a mnoho jazyků. Lze jej spustit jak v grafickém tak i textovém režimu (jako jeho předchůdce Links či Lynx). Jeho hlavními přednostmi jsou snadné ovládání, rychlost a bezpečnost.